# Selva (Espanha)
Selva é um município da Espanha na ilha de Maiorca, província e comunidade autónoma das Ilhas Baleares. Tem 48,8 km² de área e em 2021 tinha 4 126 habitantes (densidade: 84,5 hab./km²).

## Demografia
| Variação demográfica do município entre 1991 e 2004 [carece de fontes?] | Variação demográfica do município entre 1991 e 2004 [carece de fontes?] | Variação demográfica do município entre 1991 e 2004 [carece de fontes?] | Variação demográfica do município entre 1991 e 2004 [carece de fontes?] |
| ----------------------------------------------------------------------- | ----------------------------------------------------------------------- | ----------------------------------------------------------------------- | ----------------------------------------------------------------------- |
| 1991                                                                    | 1996                                                                    | 2001                                                                    | 2004                                                                    |
| 2875                                                                    | 2901                                                                    | 2927                                                                    | 3112                                                                    |